# Comunità ebraica di Merano
La Comunità ebraica di Merano ha una storia culturalmente e socialmente connessa in profondità alla storia della regione. Le prime, numerose, presenze ebraiche significative risalgono alla metà del XIX secolo, provenendo, per lo più dalla comunità di Hohenems. La sinagoga di Merano risale al 1901, e nel medesimo edificio un museo ebraico.
Imprenditori e scienziati ebrei hanno dato impulso allo sviluppo economico della provincia, ad esempio con la realizzazione della funicolare della Mendola e di linee ferroviarie locali, ed a quello turistico, sviluppando la ben nota cura dell'uva e scoprendo le potenzialità insite nella radioattività dell'acqua di Merano. Da Kafka a Chajm Weizmann, da Freud ad Arthur Schnitzler, grandi esponenti della cultura ebraica hanno soggiornato a Merano nel periodo fra le due guerre mondiali.